# روبرت رايت (صحفي)
روبرت رايت (بالإنجليزية: Robert Wright)‏ (من مواليد 15 كانون الثاني عام 1957) هو صحفي أمريكي يكتب عن العلم والتاريخ والدين، له عدة كتب هي: تطور الإله وليس العدم: منطق المصير البشري والحيوان الأخلاقي ولماذا البوذية صحيحة وثلاثة علماء مع آلهتهم: البحث عن المعنى في عصر المعلومات. وهو المؤسس المشارك ورئيس تحرير موقع (Bloggingheads.tv). رايت عضو قديم في مؤسسة أمريكا الجديدة وهي خلية تفكير (مؤسسة تقدم المعرفة والمشورة) تم وصفها بأنها تتبع المذهب (الاعتدالي الراديكالي).

## الحياة والتعليم
وُلدَ رايت في لوتون بأوكلاهوما ضمن عائلة جنوبية تتبع المذهب المعمداني المسيحي وترعرعَ في سان فرانسيسكو، تعلم رايت في جامعة تكساس المسيحية لمدة عام في أواخر السبعينيات قبل أن ينتقل إلى جامعة برينستون لدراسة علم الأحياء الاجتماعي والذي كان مقدمة لدراسته علم النفس التطوري. كان من بين أساتذته في الكلية المؤلف جون ماكفي الذي أثّر أسلوبه على أول كتاب لرايت (ثلاثة علماء مع آلهتهم: البحث عن المعنى في عصر المعلومات).
بدأ رايت في مطلع عام 2000 التدريس في جامعة برينستون وجامعة بنسلفانيا، حيث قام بالإشراف على رسالة دراسات عليا بعنوان (الدين والطبيعة البشرية) ودورة جامعية بعنوان (تطور الدين). وبدأ المساعدة في الاشراف على رسائل الخريجين في جامعة برينستون مع بيتر سينغر حول الأساس البيولوجي للحدس الأخلاقي.
يعيش رايت في مدينة برينستون في ولاية نيو جيرسي مع زوجته ليزا وابنتيهما. لديهم كلبين الأول يدعى فرايزر والثاني ميلو الذين ظهرا في عدد قليل من حلقات Bloggingheads.tv.

## حياته المهنية
شغلَ رايت منصب محرر رئيسي في جريدة العلوم (The Sciences) ومجلة ذا نيو ريببليك ومحررًا في مجلة ويسلون الفصلية. كان محررًا مساهمًا في ذا نيو ريببليك حيث شارك أيضًا في تأليف عمود (TRB) للأعمال المهمة، ومحررًا مساهمًا في مجلة التايم ومجلة سلايت، وكتب لمجلة الأطلسي الشهرية، ومجلة نيويوركر، ومجلة نيويورك تايمز. يساهم بشكل متكرر في صحيفة نيويورك تايمز، بما في ذلك عمله ككاتب أحد الأعمدة في شهر نيسان 2007 وكمساهم في موقع (The Opinionator) وهو صفحة للآراء فقط على الويب في عام 2010.
أصبح رايت محررًا رئيسيًا في مجلة الأطلسي في 1 كانون الثاني عام 2012. وصفته صفحة الكتّاب في المجلة اعتبارًا من شباط عام 2015 بأنه محرر رئيسي سابق فيها.

## موقع Meaningoflife.tv
قام رايت في عام 2002 بمغامرة حيث نشر فيديو على شبكة الإنترنت على موقعه (MeaningofLife.tv) حيث أجرى فيه عدّة مقابلات مع عدد من الطلاب واللاهوتيين والعلماء والمفكرين الكونيين حول أفكارهم وآرائهم عن الدين والقيم الروحانية. شملّت المقابلات كارين أرمسترونج ودانيال دينيت وفريمان دايسون وستيفن بينكر وجالين سراوسون وغيرهم. ترعى مجلة سلايت الموقع، وتمكنت من رعايته عن طريق التمويل من مؤسسة تمبلتون. تم تأسيس وتطوير الموقع بواسطة جريج دينجل.

## موقع Bloggingheads.tv
أطلق رايت بتاريخ 1 تشرين الثاني عام 2005 مع المدون ميكي كاوس وجريج دينجل موقع (Bloggingheads.tv) وهو مدونة فيديوهات. يتم تسجيل الفيديوهات على المدونة عبر كاميرا الويب، ويمكن مشاهدتها عبر الإنترنت أو تنزيلها كملفات فيديو بتنسيق (WMV) أو (MP4) أو كملفات صوت بتنسيق (MP3). يتم نشر فيدوهات جديدة بمعدل 5 إلى 10 مرات في الأسبوع وتتم أرشفتها. رغم أن أغلب التسجيلات تُظهر رايت وكاوس إلا أنه يوجد مشاركين آخرين هم روزا بروكس، وكون كارول، وجوناثان شيت، وجوشوا كوهين، وديفيد كورن، وتيموثي نوا، وروس دوثات، ودانييل دريزنر، وجارانس فرانك روتا، وجون هورغان، وهيذر هورلبرت، وجورج جونسون، ومارك كليمان، وعزرا كلاين، وجيفري لويس، وجلين لوري، وميغان ماكاردل، وجون ماكوارتر، وجيمس بينكرتون، وجاكلين شاير، ومارك شميت، وويل ويلكنسون، وماثيو يغليسياس. وهم يمثلون وجهات نظر سياسية متنوعة، كما يختلف رايت وكاوس سياسياً كذلك.
واستخدم رايت أيضًا المدونة لإجراء مقابلات مع العديد مع العلماء منهم عالم السياسة فرانسيس فوكوياما عن كتابه بعنوان أمريكا على مفترق طرق (America at the Crossroads)، والصحفي الإسرائيلي غيرشوم غورنبرغ عن كتابه (إمبراطورية الصدفة) يتكلم فيه عن تاريخ المستوطنات، وخبير الاسلحة جيفري لويس. وجويل آخينباخ كاتب عمود في صحيفة الواشنطن بوست عن مقال له تكلم فيه المشككين في ظاهرة الاحتباس الحراري. وأندرو سوليفان عن كتابه روح المحافظين (Conservative Soul).

## الدين
كتبَ رايت عن موضوع الدين على نطاق واسع، ولا سيما في كتابه (تطور الإله). أجاب رايت عندما سأله بيل مويرز إذا كان الله من نسج خيال الإنسان في عام 2009: «أود أن أقول نعم. لكن الآن لا أعتقد أنّ هذا يتعارض مع إمكانية أن تكون الأفكار حول الإله قد طورت الناس ليقتربوا أكثر من أمور قد تكون حقيقية عن الهدف الأساسي. بدأ الناس في وقت مبكر جدًا بتخيل مصادر السببية. يتخيلون ان هناك اشياء تجعل الأمور تحدث. وفي وقت مبكر كان هناك الشامان (أتباع مذهب الشامانية) الذين كان لديهم ممارسات روحانية يقول الرهبان البوذيون عنها حتى اليوم أنها كانت ممارسات صالحة لإدراك الإله، لكن على العموم أعتقد أن الناس كانوا يؤلفون قصصًا من خيالهم لتساعدهم في السيطرة على العالم».
وصف رايت نفسه بأنه لا أدري (يُؤمن بأن القيم الحقيقية للقضايا الدينية أو الغيبية غير محددة ولا يمكن لأحد تحديدها خاصة القضايا المتعلقة بوجود الإله) عندما ظهر في تقرير كولبيرت، وعارض نظرية الخلق بما في ذلك فكرة التصميم الذكي. لدى رايت تصور مادي دقيق للانتقاء الطبيعي. ورغم ذلك هو لا ينكر إمكانية ظهور بعض الأفكار الكبيرة مثل أن يكون الانتقاء الطبيعي نفسه نتاج التصميم. يصف رايت ما يسميه (المزاج المتغير للإله) قائلًا أنّ الدين قابل للتكيف ويستند إلى الظروف السياسية والاقتصادية والاجتماعية للثقافة الاجتماعية، وذلك يعارض التفسير الديني الدقيق.
كما كان رايت ينتقد الإلحاد المنظم ويصف نفسه بأنّه شخص إنسانيٌ علمانيٌ بدقة. يفرّق رايت بين كون الدين خاطئًا وكونه سيئًا ويرفض الموافقة على أن آثاره السيئة تفوق إلى حد كبير آثاره الجيدة. ويرى أن الإلحاد المنظم يحاول تغيير الناس بشكل فعّال بنفس الطريقة التي تتبعها العديد من الأديان. يرى رايت أنه من غير المجدي التفكير في أن الدين هو السبب الجذري لمشاكلنا اليوم.
```
قام رايت في عام 2014 بتدريس دورة (مساق هائل مفتوح عبر الإنترنت - MOOC) لمدة ستة أسابيع عن (
البوذية
 
وعلم النفس
 الحديث).
[
13
]
```

## الكتب
- ثلاثة علماء مع آلهتهم: البحث عن المعنى في عصر المعلومات. نُشر في عام 1989. الرقم الدولي المعياري للكتاب: ISBN 0-06-097257-2
- الحيوان الأخلاقي: لماذا نكون بهذه الطريقة التي نحن عليها، علم النفس التطوري الجديد. نُشر في عام 1994. الرقم الدولي المعياري للكتاب: ISBN 0-679-76399-6
- ليس العدم: منطق المصير البشري. نُشر في عام 2001. الرقم الدولي المعياري للكتاب: ISBN 0-679-75894-1
- تطور الإله. نُشر عام 2009. الرقم الدولي المعياري للكتاب: ISBN 0-316-73491-8
- لماذا البوذية صحيحة: علم وفلسفة التأمل والتنوير. نُشر في عام 2017. الرقم الدولي المعياري للكتاب: 1439195455ISBN

## الجوائز
- كان كتاب (تطور الإله) واحدًا من بين ثلاثة متنافسين على جائزة بوليتزر عن فئة الأعمال غير الخيالية لعام 2010.[14]
- اختار تقييم مجلة نيويورك تايمز للكتب كتاب رايت (الحيوان الأخلاقي) كواحد من بين أفضل عشرة كتب في عام 1994، وكان من أكثر الكتب مبيعًا في العالم وتم نشره بـ 12 لغة.[15]
- كان كتاب (ليس العدم: منطق المصير البشري) الكتاب الأبرز في عام 2000 حسب تقييم مجلة نيويورك تايمز للكتب وتم نشره بـ 9 لغات. صنفَت مجلة فورتشن الكتاب ضمن قائمة أذكى 75 كتابًا تجاريًا على الإطلاق.[16]
- نُشر أول كتاب لرايت (ثلاثة علماء مع آلهتهم: البحث عن المعنى في عصر المعلومات) في عام 1988 وتم ترشيحه لجائزة دائرة نقاد الكتب الوطنية. فازَ عمود رايت (عصر المعلومات) الذي كتبه في مجلة العلوم (Sciences) بجائزة مجلة ناشيونال للمقالة والنقد.[17]

## روابط خارجية
- روبرت رايت على موقع IMDb (الإنجليزية)
- روبرت رايت على موقع ميوزك برينز (الإنجليزية)